# Tom King (animation)
Pour les articles homonymes, voir Tom King.
Thomas Glenn "Tom" King Jr.  est un animateur, scénariste, créateur et artiste de storyboard américain.

## Filmographie
Scénariste
- 2007-2008 : Chowder (TV)
- 2005-2009 : Bob l'éponge (TV)
- 2005 : Camp Lazlo (TV)

Storyboards
- 2009-2010 : Fanboy and Chum Chum (TV)
- 2007-2008 : Chowder (TV)
- 2005-2009 : Bob l'éponge (TV)
- 2005 : Camp Lazlo (TV)
- 2001-2003 : Futurama (TV)

Diverses équipes
- 1999-2003 : Futurama (TV) (maquettiste personnages)
- 1998 : Excalibur, l'épée magique (dessin animé) (chargé d'animation)
- 1997 : Land Before Time V: The Mysterious Island (vidéo) (doubleur d'animation)
- 1996 : Space Jam (film) (assistant chargé d'animation)

Réalisateur
- 2011 : Fanboy and Chum Chum (TV)